# Hazel Hempel Abel

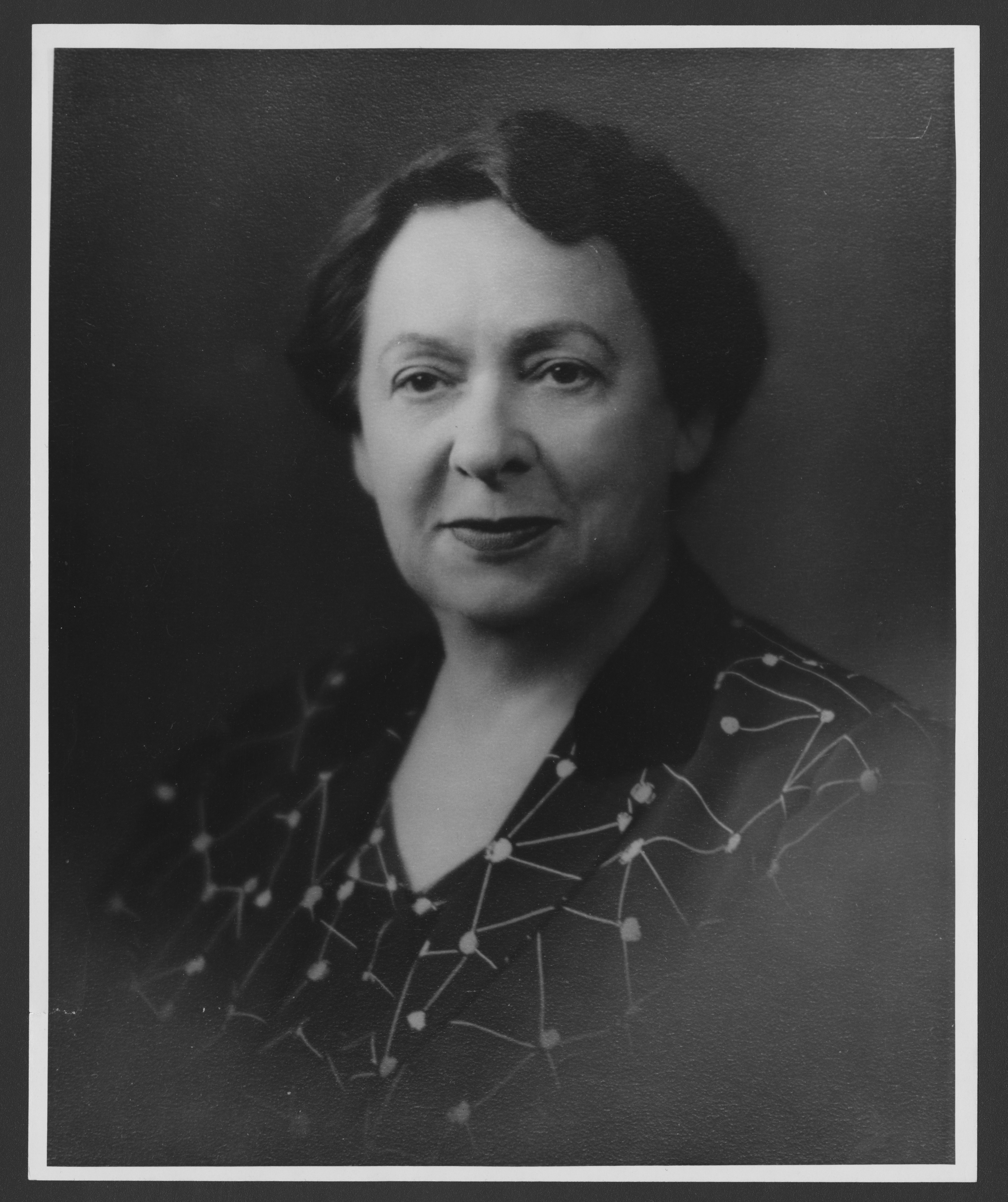
Hazel Hempel Abel

Hazel Hempel Abel (* 10. Juli 1888 in Plattsmouth, Cass County, Nebraska; † 30. Juli 1966 in Lincoln, Nebraska) war eine US-amerikanische Politikerin, die den Bundesstaat Nebraska für die Republikanische Partei im US-Senat vertrat.

## Biografie

### Frühes Leben
Hazel Abel wuchs in Omaha auf und machte 1908 ihren Abschluss in Erziehungswissenschaften an der University of Nebraska in Lincoln. Als Lehrerin für Mathematik war Abel acht Jahre lang, bis 1916, an Schulen in Papillion, Ashland und Crete tätig, und wurde sogar zur Direktorin gewählt.
Nach anfänglichen Schwierigkeiten, die das damalige Frauenbild mit sich brachte, ging Abel in die Geschäftswelt, eröffnete – untypisch für eine Frau ihrer Zeit – eine Baufirma, und saß der Abel Construction Co. von 1937 bis 1952 als Präsidentin vor. Danach saß sie noch ein weiteres Jahr, bis 1953, im Aufsichtsrat.

### Politische Karriere
1954 wurde Abel Vize-Vorsitzende des Zentralkomitees der Republikaner. Sie wurde am 2. November 1954 nach dem Tod von Dwight Griswold und der Amtszeit der Übergangskandidatin Eva Kelly Bowring zu Griswolds Nachfolgerin im US-Senat gewählt. Das Amt, welches Abel am 8. November 1954 antrat, hatte sie nur eineinhalb Monate inne, da sie bereits am 31. Dezember 1954 freiwillig zurücktrat.

### Spätes Leben
Auch nach ihrem Rücktritt war Abel politisch aktiv. So war sie 1955 Mitglied auf einer in Washington, D.C. tagenden Konferenz zur Verbesserung des Schulwesens. Ein Jahr später, 1956, leitete sie die Abgesandten Nebraskas auf der Republican National Convention in San Francisco.
Gleichzeitig war sie an zwei Schulen, des Doane College und des Nebraska Wesleyan College, als Aufsichtsbeamtin tätig. Hazel Abel, über deren Privatleben nichts bekannt ist, starb am 30. Juli 1966, kurz nach ihrem 80. Geburtstag.